# Zbigniew Lengren
Zbigniew Lengren (Toela, 2 februari 1919 – Warschau, 1 oktober 2003) was een Pools striptekenaar, karikaturist, illustrator en dichter. Daarnaast schreef en regisseerde hij enkele korte films.

## Biografie
Lengren is van Zweedse komaf en werd geboren in Rusland. Nog tijdens de Tweede Wereldoorlog, in 1941, begon hij met het tekenen van satirische cartoons voor de pers en het schrijven van humoristisch korte verhalen. In 1947 was hij student aan de faculteit voor schone kunsten van de Nicolaas Copernicus-universiteit in Noord-Poolse stad Toruń.
Na de oorlog genoot hij niet alleen bekendheid in de Volksrepubliek Polen, maar was zijn werk ook in trek bij andere socialistische broederstaten. Zo tekende hij bijvoorbeeld exclusief voor de humoristische pagina's van verschillende tijdschriften in de DDR.
Sinds 1948 tekende hij de strip over de barmhartige held Professor Filutek, die hij op zichzelf baseerde, en het pientere hondje Filus. Vijf decennia lang kwamen de avonturen van alle dag van dit tweetal wekelijks uit in het tijdschrift Przekroj. Er verschenen verder ook albums van de strip. In de stad Toruń werd een beeldje opgericht van het hondje Filus met de paraplu van de professor; dit sculptuur is van de handen van de kunstenaar Zbigniew Mikielewicz.
Zijn grote productiviteit leverde in 1974 het Dikke Lengren-boek op. Hiernaast trad hij in eigen land op als entertainer en acteur, en verder schreef en regisseerde hij enkele korte films.
Lengren ontving onderscheidingen uit binnen- en buitenland. Tijdens zijn studie won hij al eens een wedstrijd om de super ex libris te ontwerpen; het ontwerp wordt begin 21e eeuw nog steeds door de Nicolaas Copernicus-universiteit gebruikt. Verder werd hij onder meer onderscheiden in de Orde van de Glimlach, een Poolse prijs die door kinderen wordt toegekend. In 2001 vond er een grote tentoonstelling plaats in het historische museum van Warschau, ter ere van zijn zestigjarige jubileum.

## Filmografie
Hij schreef en regisseerde de volgende films:
- 1956: Dziwny sen profesora Filutka, korte film
- 1955: Profesor Filutek w parku, korte film

- CiNii: DA13154313
- Gemeinsame Normdatei: 118571532
- International Standard Name Identifier: 0000 0001 1798 4016
- Library of Congress Control Number: n80138627
- Nationale Bibliotheek van Letland: 000172318
- Nationale Bibliotheek van Tsjechië: xx0078827
- Nationale Bibliotheek van Israël: 987007411949605171
- Nationale Bibliotheek van Polen: a0000001180518
- Nederlandse Thesaurus van Auteursnamen: 068172672
- Réseau des bibliothèques de Suisse occidentale: 02-A003512195
- Virtual International Authority File: 121651406
- WorldCat: E39PBJgCFHhMqDd9wJh3HhBByd